# Franziska Feilbogen
Franziska Feilbogen, geb. Rindskopf, auch Franza Feilbogen (* 19. Oktober 1873 in Wien; † 9. Oktober 1927 in Zürich), war eine österreichische Literaturwissenschaftlerin, Übersetzerin, Schriftstellerin und Feministin.

## Leben
Geboren wurde sie 1873 in Wien als Tochter von Julius Rindskopf (1827–1901), Mitinhaber eines Unternehmens, und Charlotte Schoendel Rindskopf (geb. Arnstein, 1835–1902). Sie hatte fünf Brüder und zwei Schwestern. Mehrere ihrer Geschwister nahmen später den Namen Rink an.
Franziska Rink heiratete am 23. Juni 1901 in Linz nach jüdischem Ritus den Juristen und Nationalökonomen, Schriftsteller und Übersetzer Siegmund Feilbogen, Sohn des Rabbis Benjamin Feilbogen. Nach dessen Emigration in die Schweiz studierte sie an der Universität Zürich und wurde hier 1916 mit einer Dissertation über Friedrich Theodor Vischer zum Dr. phil. promoviert – diese Dissertation wurde nach ihrer Veröffentlichung in mehreren Literaturzeitschriften rezensiert. Sie war als Schriftstellerin und Übersetzerin tätig. 1918 veröffentlichte sie erneut Artikel im Artistischen Institut O. Füssli. 1919 verfasste sie eine Rezension zu Hans Blühers Die Rolle der Erotik in der männlichen Gesellschaft für die neugegründete feministische Zeitschrift Die Frau im Staat. 1925 schrieb sie einen Beitrag für Helene Stöckers Mutterschutz-Organ Die Neue Generation. Von besonderer Bedeutung waren ihre Übersetzungen der Werke von Marie Stopes zur Familienplanung wie Weisheit in der Fortpflanzung, Das Liebesleben in der Ehe und Glückhafte Mutterschaft, die mehrfach aufgelegt wurden.
Ihre Tagebücher, die über ihren nach Australien ausgewanderten Neffen Erich 2008 in die State Library of New South Wales kamen, aus den Jahren 1889 bis 1927 wurden bislang noch nicht aufgearbeitet, obwohl sie vermutlich nähere Informationen über den für sie und die Karriere ihres Mannes folgenreichen Zwischenfall im Vatikan, die gemeinsame Mitarbeit in der während des Ersten Weltkrieges in Zürich herausgegebenen Zeitschrift Internationale Rundschau sowie die Zürcher Bekanntschaft mit James Joyce enthalten. Das Ehepaar Feilbogen gehörte zu einem knappen Dutzend Altösterreicher, die als Weltkriegsexilanten in die Schweiz gegangen waren und dort mit Joyce zusammen trafen – darunter auch Felix Beran, Stefan Zweig und Rudolf Lothar.

## Schriften
- Franza Feilbogen: Fr. Th. Vischers „Auch Einer“. Eine Studie. Inhaltsverzeichnis Druck und Verlag Art. Institut Orell Füßli, Zürich 1916, DNB 58085356X (Zugleich Dissertation an der Universität Zürich 1916, Digitalisat im Internet Archive).

## Übersetzungen
- Shaw Desmond: Körper und Seele. Roman. 2. Auflage. 1924, 3. Auflage Orell Füssli, Zürich / Leipzig 1928.